# Terapie de conversie
Terapia de conversie e o practică care susține că vindecă persoanele cu orientare homosexuală prin consiliere și restricții aplicate stilului de viață. Practica datează încă din perioada freudiană, când homosexualitatea era considerată patologică și urmărește să trateze ce e considerat anormal. Azi, totuși, homosexualitatea a fost scoasă de Asociația Americană de Psihiatrie de pe lista cu bolile mintale, iar terapia de conversie e considerată ineficientă, periculoasă și chiar mortală. Încercările de a urma terapia pot duce la anxietate, depresie și suicid.
Numele oficial al tuturor programelor de acest gen este Efort de Schimbare a Orientării Sexuale (SOCE) și includ tot soiul de metode. Există metode axate pe partea psihică, inclusiv terapie comportamentală, hipnoză, terapie de convertire și grupuri de sprijin. Există metode religioase bazate pe rugăciune. În trecut, eforturile de schimbare au inclus terapia prin electroșocuri, lobotomia și o varietate de proceduri chirurgicale menite a extrage diverse părți ale organelor genitale, atât la bărbați cât și la femei, incluzând castrarea completă.
Tratate medico-psihologice multiple și alte surse reputate arată faptul că terapia pentru adicție sexuală aplicată homosexualilor reprezintă în multe cazuri terapie de conversie. Terapia de conversie este ilegală în mai multe țări, plus diferite state ale SUA. Ea poate constitui abuz asupra minorilor.

## Statut legal
Interzicerea terapiei de conversie pe bază de orientare sexuală și identitate de gen
     Interzicere de facto a terapiei de conversie
     Interzicere de la caz la caz
     Interzicerea terapiei de conversie în așteptare sau propusă
     Nu este interzisă terapia de conversie

Harta țărilor care interzic eforturile de schimbare a orientării sexuale și a identității de gen pentru minori
Interzicerea terapiei de conversie pe bază de orientare sexuală și identitate de gen
Interzicere de facto a terapiei de conversie
Interzicere de la caz la caz
Interzicerea terapiei de conversie în așteptare sau propusă
Nu este interzisă terapia de conversie

Terapia de conversie este ilegală în următoarele teritorii:
- Argentina (2010)
- Australia
  - Victoria (2017)[20]
- Brazilia (1999)
- Canada
  - Manitoba (2015)[21]
  - Ontario (2015)[22]
- Malta (2016)[23]
- Spania
  - Madrid (2016)[24]
  - Valencia (2017)[25]
- Statele Unite
  - California (2013)[26]
  - Connecticut (2017)
  - Hawaii (2018)
  - Illinois (2016)[27]
  - Maryland (2018)
  - New Jersey (2013)[26]
  - New Mexico (2017)
  - New York (2016)[28]
  - Nevada (2018)
  - Oregon (2015)[29]
  - Rhode Island (2017)
  - Vermont (2016)[30]
  - Washington (2018)
  - Washington, D.C. (2015)[31]
- Taiwan (2018)[32]